# Ligularia
Ligularia és un gènere de plantes amb flors que pertanyen a la família de les Asteraceae.
Són plantes perennes o plantes aromàtiques que s'assemblen al Senecio. Les ligulàries són plantes herbàcies bastant altes que es produeixen principalment en llocs humits a Europa, Àsia i Àfrica. Algunes d'elles són cultivades com a plantes ornamentals.

## Taxonomia
| - Ligularia carpathica (Schott) Pojark. - Ligularia dentata (A. Gray) H. Hara - Ligularia dolichobotrys Diels - Ligularia fischeri Turcz. - Ligularia hodgsonii Hook. - Ligularia intermedia Nakai - Ligularia kingiana (W. W. Sm.) R. Mathur - Ligularia macrophylla (Ledeb.) DC. - Ligularia mortonii (C. B. Clarke) Hand.-Mazz. - Ligularia pachycarpa (C. B. Clarke ex Hook. f.) Kitam. ex H. Hara - Ligularia przewalskii (Maxim.) Diels - Ligularia retusa DC. - Ligularia schmidtii (Maxim.) Makino - Ligularia sibirica (L.) Cass. - Ligularia splendens (H. Lév. & Vaniot) Nakai - Ligularia stenocephala (Maxim.) Matsum. & Koidz. - Ligularia stenoglossa (Franch.) Hand.-Mazz. - Ligularia veitchiana (Hemsl.) Greenm. |